# Ritual (pel·lícula)
Ritual (títol original en neerlandès, Ritueel) és una pel·lícula flamenca del 2022 dirigida per Hans Herbots que és una seqüela de la pel·lícula De behandeling del 2014. La pel·lícula està basada en el llibre de Mo Hayder Ritual. S'ha doblat i subtitulat al català.
Els papers principals són interpretats per Marie Vinck i Geert Van Rampelberg, que torna a interpretar el personatge de l'inspector Nick Cafmeyer. Representa un nou thriller flamenc al cinema des de la pel·lícula Het tweede gelaat del 2017.